# Crambus hachimantaiensis
Crambus hachimantaiensis is een vlinder uit de familie van de grasmotten (Crambidae). De wetenschappelijke naam van de soort is voor het eerst geldig gepubliceerd in 1957 door Okano.